# 第6回オクラホマ映画批評家協会賞
 6th OFCC Awards 

2011年12月23日

作品賞:

『アーティスト』
第6回オクラホマ映画批評家協会賞は、オクラホマ映画批評家協会が2011年の映画に贈る賞であり、2011年12月23日に発表された。

## トップ10作品
1. 『アーティスト』
2. 『ドライヴ』
3. 『ファミリー・ツリー』
4. 『ヒューゴの不思議な発明』
5. 『SHAME -シェイム-』
6. 『マネーボール』
7. 『ミッドナイト・イン・パリ』
8. 『メランコリア』
9. 『ツリー・オブ・ライフ』
10. 『ドラゴン・タトゥーの女』

## 受賞一覧

### 主演男優賞
- ジョージ・クルーニー - 『ファミリー・ツリー』

### 主演女優賞
- ミシェル・ウィリアムズ - 『マリリン 7日間の恋』

### アニメ作品賞
- 『タンタンの冒険/ユニコーン号の秘密』

### 監督賞
- ミシェル・アザナヴィシウス - 『アーティスト』

### ドキュメンタリー作品賞
- Page One: Inside the New York Times

### 作品賞
- 『アーティスト』

### 第1回作品賞
- ショーン・ダーキン - 『マーサ、あるいはマーシー・メイ』

### 外国語映画賞
- 『私が、生きる肌』 （ スペイン）

### 助演男優賞
- アルバート・ブルックス - 『ドライヴ』

### 助演女優賞
- オクタヴィア・スペンサー - 『ヘルプ 〜心がつなぐストーリー〜』

### オリジナル脚本賞
- 『アーティスト』 - ミシェル・アザナヴィシウス

### 脚色賞
- 『マネーボール』 - スティーヴン・ザイリアン、アーロン・ソーキン

### 明らかに最低の作品賞
- 『トランスフォーマー/ダークサイド・ムーン』

### それほどではないが最低の作品賞
- 『ハングオーバー!! 史上最悪の二日酔い、国境を越える』